# Brytyjska korona państwowa

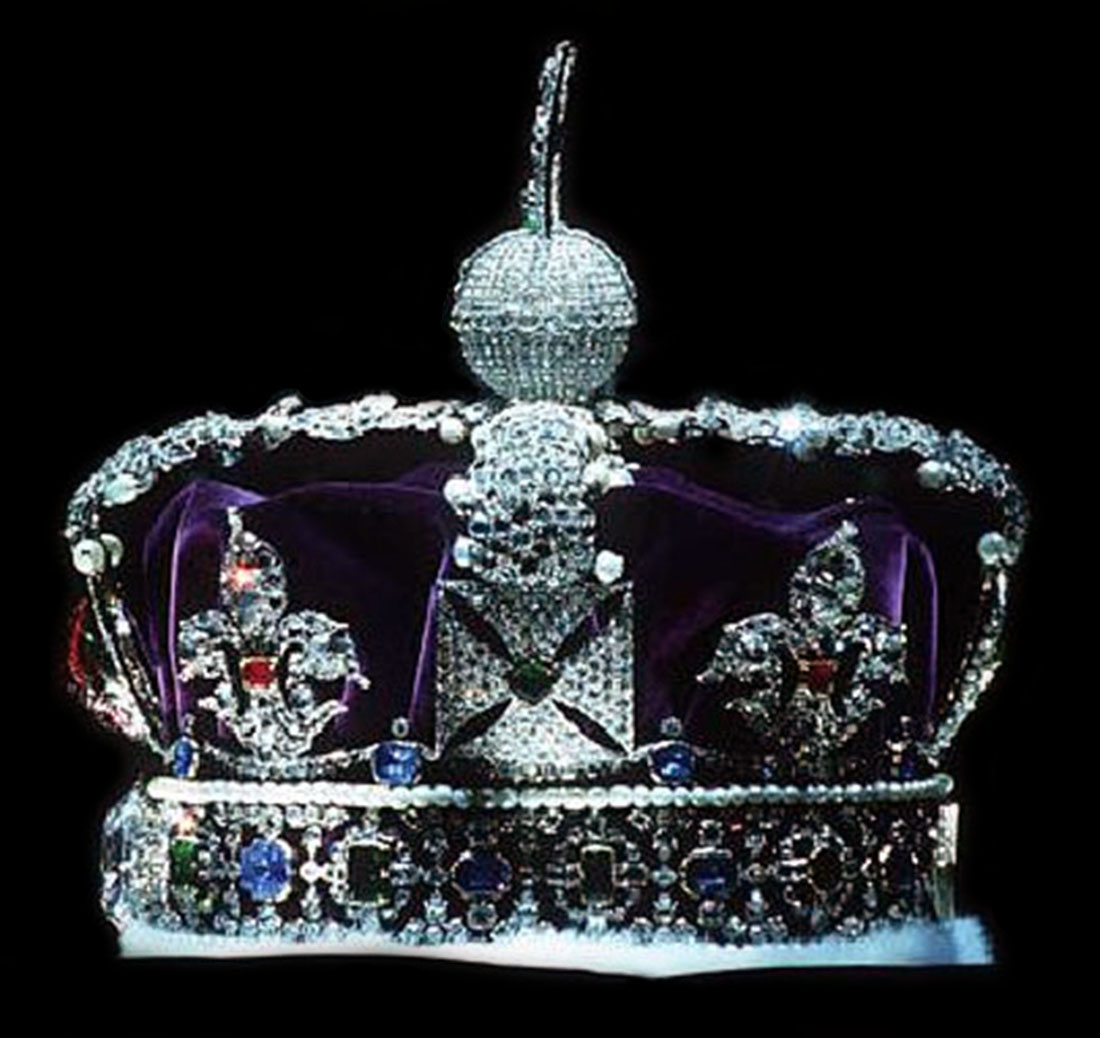
Brytyjska Korona Państwowa

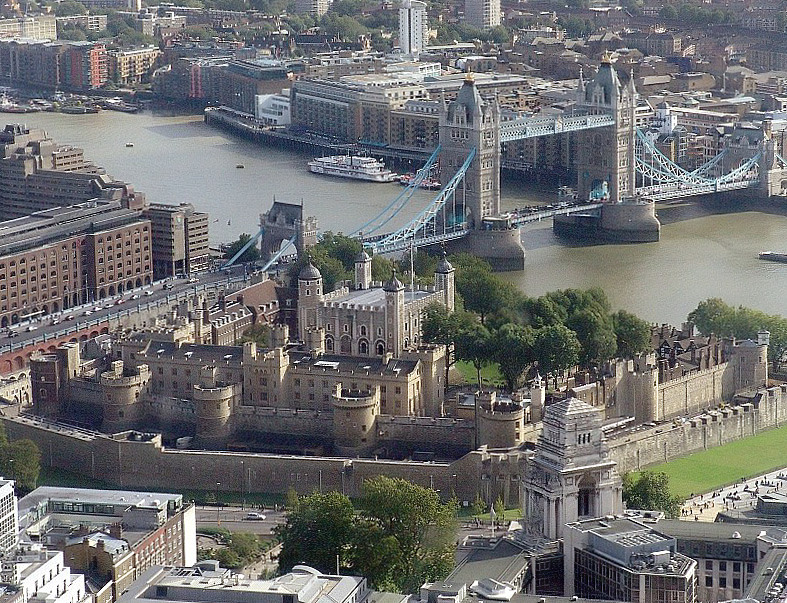
Tower w Londynie, miejsce przechowywania korony

Brytyjska korona państwowa (ang. Imperial State Crown) – insygnium ceremonialne władców Zjednoczonego Królestwa Wielkiej Brytanii i Irlandii Północnej, symbol Imperium brytyjskiego. Brytyjska korona państwowa przechowywana jest w Tower w Londynie.
Brytyjska korona państwowa została zrobiona przez firmę jubilerską Garrard & Co w 1937 roku na uroczystości koronacyjne króla Jerzego VI i zastąpiła wcześniejszą koronę tego typu wykonaną dla królowej Wiktorii w 1838 roku. Używana jest podczas najważniejszych uroczystości państwowych w Wielkiej Brytanii. Król Anglii wkłada ją na głowę po koronacji koroną świętego Edwarda w kolegiacie św. Piotra Opactwa Westminsterskiego, a także ma ją każdorazowo na głowie podczas uroczystości otwarcia nowej sesji Parlamentu w Londynie.
Uchodzi za najwspanialszy klejnot w kolekcji skarbca Tower w Londynie. Ma formę korony zamkniętej (corona clausa) i ozdobiona jest przez: 5 rubinów i spineli, 11 szmaragdów, 17 szafirów, 273 perły i 2868 diamentów. Wśród kamieni szlachetnych umieszczonych w tym symbolu władzy znajdują się:
- Cullinan II (Mniejsza Gwiazda Afryki) – drugi co do wielkości diament świata, o masie 317 karatów, umieszczony w obręczy po stronie czołowej korony
- Szafir Stuartów – umieszczony w obręczy korony po przeciwnej stronie do diamentu Cullinan II
- Rubin Czarnego Księcia – spinel rubinowy umieszczony na diamentowym krzyżu maltańskim nad obręczą w czołowej części korony
- Szafir Świętego Edwarda – kamień szlachetny z pierścienia koronacyjnego Edwarda Wyznawcy umieszczony w diamentowym krzyżu maltańskim wieńczącym koronę.